# فرودگاه میلر
فرودگاه میلر (به انگلیسی: Miller Airstrip) یک فرودگاه خصوصی است که یک باند فرود چمن دارد و طول باند آن ۵۱۸ متر است. این فرودگاه در شهر البانی، اورگن کشور ایالات متحده آمریکا قرار دارد و در ارتفاع ۸۵ متری از سطح دریا واقع شده‌است.